# Okinawa (Okinawa)
Město Okinawa (japonsky: 沖縄市, Okinawa-ši) se nachází na japonském ostrově Okinawa. Je to druhé největší město na ostrově hned po hlavním městě Naha.
K 1. lednu 2007 mělo město 132 161 obyvatel a rozlohu 49,00 km2.
Blízko něho se nachází americká letecká základna Kadena.
Město vzniklo 1. dubna 1974 spojením města Koza a vesnice Misato.

## Partnerská města
- Lakewood, Washington, USA
- Dili, Východní Timor